# محمد بديع سربيه
محمد بديع سربيه (1930 - 1994)، هو صحفي لبناني. صاحب مجلة الموعد الفنية المشهورة ورئيس تحريرها إلى حين وفاته. تولت بناته من بعده إدارة مجلاته.
بدأ عمله في الصحافة في سن الثامنة عشرة حيث عمل في جريدتي «بيروت» و «بيروت المساء»، كما راسل صحف مؤسسة أخبار اليوم بالقاهرة، وفي عام 1953م أصدر مجلة الموعد الفنية، التي بدأت نصف شهرية ثم تحولت إلى مجلة أسبوعية، وفي عام 1954م اشترى المجلة السياسية الأسبوعية «كل شئ»، وتابع إصدارها حتى مطلع الحرب الأهلية اللبنانية، وأصدر في مطلع الثمانينات من القرن العشرين مجلة «نورا» الفنية..
عضو في المجلس الأعلى للصحافة اللبنانية، كما كان أمينا لسر نقابتها، ومستشارا إعلاميا لبعض رؤساء الوزارات.

## جوائز
- وهو حاصل على وسام الأرز الوطني من رتبة فارس عام 1972م،
- وجائزة علي ومصطفى أمين الصحافية عام 1993م.

## وفاته
توفي في خريف عام 1994 عن عن عمر يناهز 64 عاما بداء السرطان.

## من مؤلفاته
له بعض المؤلفات الفنية والسياسية. من كتبه:
- كتاب: مشوار مع العندليب الذي أصدره عام 1978 وضمنه ذكرياته عن الفنان عبد الحليم حافظ، وهو كتاب ممتع جدا، برغم بساطة أسلوبه وقربه من العامية.